# Dactylothrix indicatrix
Dactylothrix indicatrix är en tvåvingeart som beskrevs av Therezinha Pimentel och Pujol-luz 2001. Dactylothrix indicatrix ingår i släktet Dactylothrix och familjen vapenflugor.
Artens utbredningsområde är Ecuador. Inga underarter finns listade i Catalogue of Life.